# Hamster (entreprise)
Pour les articles homonymes, voir Hamster (homonymie).
 (février 2017).
Si vous disposez d'ouvrages ou d'articles de référence ou si vous connaissez des sites web de qualité traitant du thème abordé ici, merci de compléter l'article en donnant les références utiles à sa vérifiabilité et en les liant à la section « Notes et références ».
Hamster (株式会社 ハ ム ス タ, Kabushiki-gaisha Hamusutā) est un éditeur de jeux vidéo japonais, dont le bureau se trouve à Setagaya, Tokyo. La division de jeux de Toshiba-EMI a donné naissance à Hamster Corporation en novembre 1999.
Hamster Corporation a acquis les droits des jeux vidéo de Nihon Bussan en mars 2014 et ceux d'UPL en mai 2016.
Hamster commercialise à partir de 2014 la gamme de jeux d'arcade célèbre  des années 1980 et 1990 appelée Arcade Archives, émulés sur PlayStation 4, Xbox One, PC (Windows) et Nintendo Switch. Une gamme dérivée appelée ACA NeoGeo propose des jeux sortis sur le système d'arcade Neo-Geo MVS.

## Jeux publiés

### PlayStation
- Raiden
- Raiden DX
- Sonic Wings Special
- Shienryu
- Crazy Climber
- Moon Cresta
- The Conveni
- The Conveni 2

### PlayStation 2
- Crazy Climber
- Moon Cresta
- Terra Cresta
- The Conveni 3
- The Conveni 4

### PlayStation 3
- BandFuse: Rock Legends

### PlayStation 4
- Les Fichiers D'Arcade
- Sudoku par Nikoli

### PlayStation Portable
- Sudoku par Nikoli

### PlayStation Vita
- Sudoku par Nikoli V

### PlayStation Mobile
- Magic Arrows
- Appli Archives

### Wii
- Ninja JaJaMaru-kun
- Ninja Kid
- Exerion
- Crazy Climber
- Moon Cresta

### Wii U
- Ninja JaJaMaru-kun

### Nintendo 3DS
- Ninja JaJaMaru-kun
- Sudoku par Nikoli 3D
- AZITO

### Nintendo Switch
- Arcade Archives

### Xbox 360
- The Conveni 200X